# Spoorlijn Caen - Dozulé-Putot
De spoorlijn Caen - Dozulé-Putot was een spoorlijn van Caen naar Putot-en-Auge in het Franse departement Calvados. De lijn was 22,8 km lang en heeft als lijnnummer 380 000.

## Geschiedenis
De lijn werd geopend door de Compagnie des chemins de fer de l'Ouest op 1 mei 1881 en heeft dienstgedaan voor personenvervoer tot 1 maart 1938. Tijdens de Tweede Wereldoorlog werd de lijn deels opgebroken door de Wehrmacht en vervolgens zwaar beschadigd tijdens Operatie Goodwood. Tot 1952 was er alleen nog goederenvervoer tot Troarn en tot 1975 op het resterende gedeelte tot Giberville. Daarna is de lijn volledig opgebroken.

## Aansluitingen
In de volgende plaatsen is of was er een aansluiting op de volgende spoorlijnen:
Caen
RFN 366 000, spoorlijn tussen Mantes-la-Jolie en Cherbourg
RFN 383 300, raccordement maritime van Caen
RFN 383 900, bedieningsspoor ZI de Blainville
RFN 412 000, spoorlijn tussen Caen en Cerisy-Belle-Étoile
RFN 413 000, spoorlijn tussen Caen en Vire
lijn tussen Caen en Courseulles
Dozulé-Putot
RFN 379 000, spoorlijn tussen Mézidon en Trouville-Deauville